# High by the Beach
«High by the Beach» — сингл американской певицы Ланы Дель Рей из её четвертого студийного альбома Honeymoon. Песня была написана Ланой Дель Рей и Риком Ноуэлсом, и выпущена 10 августа 2015 года.

## Предыстория
4 августа 2015 года Лана Дель Рей анонсировала в социальной сети Instagram выход нового лид-сингла с альбома «Honeymoon» — «High by the Beach», написав, что он выйдет 10 августа 2015 года на её официальном аккаунте в YouTube. Трек войдет в четвёртый студийный альбом Ланы Дель Рей — Honeymoon, который готовится к выпуску 18 сентября 2015 года. Песня является второй с альбома. Так же на неё уже снят клип.

## Ситуация с утечкой
8 августа 2015 года новая песня Ланы Дель Рей «High by the Beach» была незаконно слита в сети. Официальный релиз состоялся 10 августа в приложении Apple Music по тихоокеанскому времени. Сама певица ситуацию никак не комментировала. После выхода песни, на YouTube начались массовые публикации нового лид-сингла с альбома «Honeymoon», после чего компания IFPI (англ. International Federation of the Phonographic Industry) заблокировала все видео с песней в связи с нарушением авторских прав.

## Видеоклип
10 августа Лана Дель Рей поделилась видеотизером на своём страничке в Инстаграме. Она сообщила, что полное музыкальное видео выйдет 13 августа. Видео снято в основном в «камерах», сначала показывающий синее море, а потом дом, построенный у моря около берега, на склоне обрыва. В 30-ти секундах выходит Лана Дель Рей на балкон и начинает звучать начало песни. Дель Рей смотрит пристально на вертолёт, затем заходит обратно. В продолжении клипа сначала она подходит к зеркалу, а потом падает на кровать. Параллельно подходит к стенам и позирует на кровати. Во втором куплете она спускается с лестницы, а «камера» следует за ней. После этого сопровождающая Лану камера снимает, то, как она рассматривает журнал. После этого отвлекается и подходит к окну. Вертолёт зависает напротив окон очень близко. Видно, что в нём сидит оператор, с точки съёмок которого начинались первые кадры клипа. Как только вертолет немного отлетает, по окончании припева, героиня быстро выбегает из домика на пляж и извлекает гитарный футляр спрятанный между камней. Вернувшись на балкон, открывает футляр, и достает из него странное оружие. Взводит, целится им в вертолёт, стреляет, и вертолет взрывается в воздухе. В конце видео она задумчиво опускает оружие, и заходит обратно в дом.

### Годовые чарты
| Издание             | Номинация                                | Место |
| ------------------- | ---------------------------------------- | ----- |
| Pitchfork           | Best 20 Music Videos of 2015             | 10    |
| Stereogum           | The 50 Best Music Videos of 2015         | 12    |
| Teen Vogue          | The 11 Best Music Videos of 2015         | -     |
| The Harvard Crimson | Music Video Breakdown: High By The Beach | -     |
| Popcrush            | Best Music Videos of 2015                | -     |
| Time                | Top 10 Pop Music Videos of 2015          | 10    |
| Cosmopolitan        | Best Plot Twist: High By The Beach       | -     |

## Список композиций
- Digital download[19]

1. "High by the Beach" (Explicit) – 4:17

- Digital download[19]

1. "High by the Beach" (Clean) – 4:17

## Позиции в чартах

### Чартография
| Чарт (2015)                                | Высочайшая позиция |
| ------------------------------------------ | ------------------ |
| Australia (ARIA)                           | 51                 |
| Австрия (Ö3 Austria Top 40)                | 56                 |
| Бельгия/Фландрия (Ultratip Bubbling Under) | 6                  |
| Бельгия/Валлония (Ultratop 50)             | 16                 |
| Канада (Billboard Canadian Hot 100)        | 39                 |
| Франция (SNEP)                             | 14                 |
| Германия (GfK)                             | 75                 |
| Венгрия (Single Top 40)                    | 23                 |
| Ирландия (IRMA)                            | 59                 |
| Италия (FIMI)                              | 93                 |
| Израиль (Media Forest)                     | 4                  |
| Испания (PROMUSICAE)                       | 23                 |
| Швейцария (Schweizer Hitparade)            | 58                 |
| Великобритания (OCC UK Singles)            | 60                 |
| США (Billboard Hot 100)                    | 51                 |

## История релиза
| Страна         | Дата            | Формат           | Лейбл           | Примечания |
| -------------- | --------------- | ---------------- | --------------- | ---------- |
| Бельгия        | 10 августа 2015 | Digital download | Universal Music | [ 35 ]     |
| Канада         | 10 августа 2015 | Digital download | Interscope      | [ 36 ]     |
| Франция        | 10 августа 2015 | Digital download | Polydor         | [ 37 ]     |
| Германия       | 10 августа 2015 | Digital download | Vertigo Capitol | [ 38 ]     |
| Италия         | 10 августа 2015 | Digital download | Universal Music | [ 39 ]     |
| Люксембург     | 10 августа 2015 | Digital download | Universal Music | [ 40 ]     |
| Португалия     | 10 августа 2015 | Digital download | Universal Music | [ 41 ]     |
| Испания        | 10 августа 2015 | Digital download | Universal Music | [ 42 ]     |
| Швейцария      | 10 августа 2015 | Digital download | Universal Music | [ 43 ]     |
| Великобритания | 10 августа 2015 | Digital download | Polydor         | -          |
| США            | 10 августа 2015 | Digital download | Interscope      | -          |